# The Wendy Williams Show
The Wendy Williams Show est un talk-show d’infodivertissement américain créé et présenté par Wendy Williams.

Produit par Debmar-Mercury (en) et distribué par 20th Television, l’émission est diffusée depuis le 14 juillet 2008 dans certains États aux États-Unis et 13 juillet 2009 sur tout le territoire. Elle était d’abord diffusée sur Fox, CW et MyNetworkTV. En janvier 2016, l’émission a été renouvelée jusqu’à 2020. Elle a été nommée pour deux Daytime Emmy Awards.
Wendy est diffusée en live devant un public du lundi au jeudi. En France, l'émission est diffusée en version originale sous-titrée sur BET France.

## Contenu
Le format du programme est un talk-show d'infodivertissement, et se concentre en grande partie sur les potins, l'actualité des célébrités, mais aussi des conseils et astuces de style de vie.